# Stefan Rasmussen
Stefan Rasmussen (* 11. April 1880 in Kopenhagen; † 3. März 1951 in Gentofte) war ein dänischer Fußballspieler.

## Karriere
Rasmussen spielte von 1901 bis 1911 als Außenverteidiger für den BK Frem Kopenhagen, für den er 55 Meisterschaftsspiele bestritt und drei Tore erzielte. Bei seinem Pflichtspieldebüt am 6. Oktober 1901 trug er mit einem Tor zum 2:1-Sieg über AB Kopenhagen nach 17 Aufeinandertreffen zum ersten Sieg bei. Sein letztes Spiel bestritt er am 10. Dezember 1911 beim 6:1-Sieg im Auswärtsspiel gegen B.93 Kopenhagen.

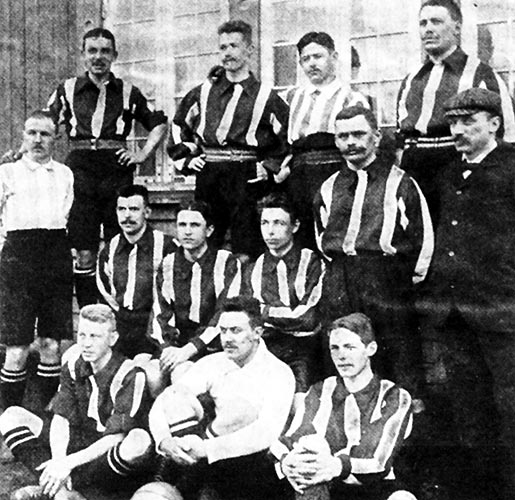
Die Kopenhagener Stadtauswahl in einer Aufnahme aus dem Jahr 1906

Vom 23. bis 25. April nahm er mit der Kopenhagener Stadtauswahl am Fußballturnier im Rahmen der Olympischen Zwischenspiele 1906 teil; eine Nationalmannschaft Dänemarks existierte zu diesem Zeitpunkt nicht – sie trug ihr erstes offizielles Länderspiel am 19. Oktober 1908 im Viertelfinale des olympischen Fußballturniers gegen die B-Nationalmannschaft Frankreichs in London aus.
Die im Inneren des Velodroms in Neo Faliro, einem Stadtteil von Piräus, südlich von Athen, ausgetragenen Spiele gegen eine Auswahlmannschaft aus Smyrna und gegen Ethnikos GS Athênai wurden mit 5:1 und 9:0 gewonnen und bescherten ihm und seiner Mannschaft die Goldmedaille.
Es war kein olympisches Jahr und somit waren die Spiele inoffiziell, aber die Griechen wollten den 10. Jahrestag der ersten Olympischen Spiele in der Neuzeit feiern.

## Erfolge
- Olympische Goldmedaille 1906
- Dänischer Meister 1902

## Sonstiges
Nach seiner Spielerkarriere war er einer der Mitbegründer des Skovshoved IF und ab 1914 mehrere Jahre lang deren Vorsitzender.
Rasmussen hat den Beruf Steinmetz erlernt und als Meister ausgeübt.